# 静岡県立清水特別支援学校
静岡県立清水特別支援学校（しずおかけんりつ しみずとくべつしえんがっこう）は、静岡県静岡市清水区にある特別支援学校。

## 概要
- 設置学部：小学部・中学部・高等部
- 対象：知的障害
- 校歌：作詞・作曲　チーム清水特支[1]
- 校章：作　静岡県立清水南高等学校 芸術科
- オリジナルキャラクター：きよとく丸（2016年制定・高等部1年生考案）[2]

## 児童・生徒数
252名（令和6年度）

## 高等部作業班
- 縫製工芸班[4]
- 印刷工芸班
- 木工芸班
- リサイクル工芸班
- 農工芸班

## 学校間交流
- 清水南高等学校・中等部[5]

## 受賞
- 2014年「読書県しずおか」づくり優秀実践校[6]
- 2023年「静岡県SDGsスクールアワード2023」清水エスパルスより企業賞（中等部）[7]
- 2024年「静岡県SDGsスクールアワード2024」特別支援学校の部　優秀賞（高等部）[8]